# Convento de Porta Coeli (Valladolid)
El convento de Porta Coeli es un convento católico ubicado en el centro de Valladolid desde el siglo XVII. Se encuentra en la calle Teresa Gil, a dos manzanas de la Plaza Mayor.

## Historia

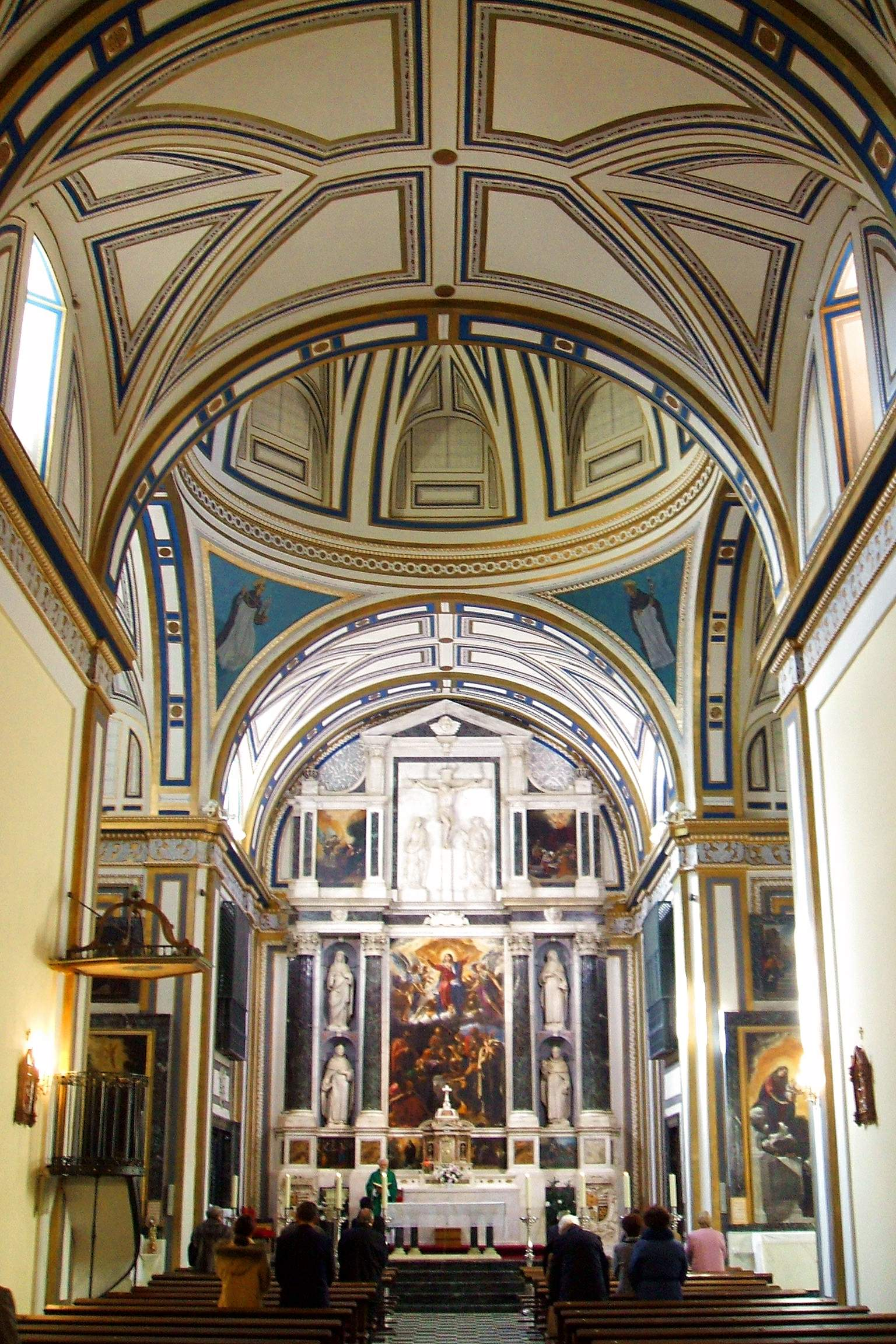
Retablo mayor

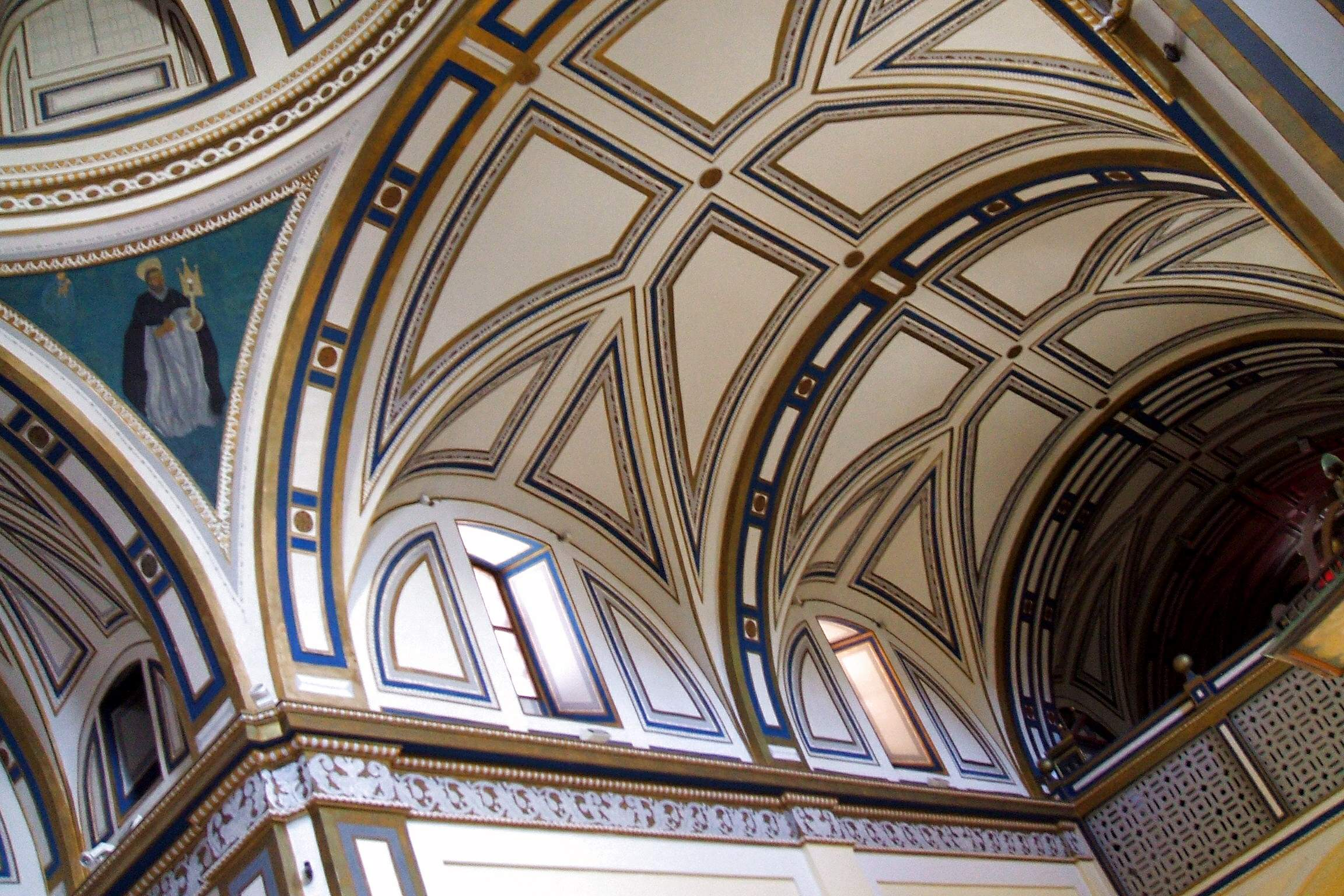
Las bóvedas de la nave

El 19 de diciembre de 1601 fundaba Mariana de Paz el convento. En esta fecha era viuda de Juan Bautista Gallo, regidor de la ciudad y depositario general. Recibió el convento el nombre de Nuestra Señora de Porta Coeli. Para alojamiento de la localidad, dona unas casas que poseía en la calle de Ollero (hoy Duque de la Victoria), “a las espaldas de las casas principales que vulgarmente llaman de las Aldabas”.
Se acogerían a la Orden de San Francisco, y habrían de llevar las madres el hábito y escapulario de azul y blanco, con el escudo de la Concepción. Pero debido a las numerosas deudas que gravitaban sobre ellas, decidió Mariana ceder y traspasar la fundación y patronato perpetuo del convento, junto con una huerta adquirida de Isabel de Santisteban y los ornamentos y objetos de plata para el culto, según escritura de 6 de octubre de 1606, a favor de Rodrigo Calderón, I marqués de Siete Iglesias. Gracias al apoyo de este mecenas, el convento sumó un grupo de doce cuadros encargados a Orazio Borgianni, que todavía se conserva in situ.
Una vez ajusticiado Rodrigo Calderón, las religiosas de Porta Coeli obtuvieron el cadáver, el cual se encuentra en la clausura del convento. Los restos de su padre, Francisco Calderón, también reposan en el convento. Ambos sepulcros lucen espléndidas esculturas funerarias.
En 1626 el rey Felipe IV donaba al convento las Casas de Picos, que estaban medio arruinadas. Estas casas habían sido confiscadas a Rodrigo Calderón, como todos sus bienes.
La iglesia del siglo XVII, de una sola nave y crucero, es obra de Diego de Praves según trazas atribuidas a Francisco de Mora. La fachada es de piedra, rematada con frontón. El resto de muros de la iglesia son de fábrica de ladrillo.